# Opsotheresia bigelowi
Opsotheresia bigelowi là một loài ruồi trong họ Tachinidae.